# Elizeu Ferreira Marciano
Elizeu Ferreira Marciano (* 21. Oktober 1979 in São Paulo) ist ein ehemaliger brasilianischer Fußballspieler.

## Karriere
2002 unterschrieb er einen Vertrag beim Erstligisten Atlético Mineiro und erreichte er mit dem Verein das Halbfinale des Copa do Brasil 2002. Von 2005 bis 2007 spielte er bei Comercial FC (Ribeirão Preto), Joinville EC und Criciúma EC. 2008 wechselte er nach Japan. Hier unterschrieb er einen Vertrag beim Zweitligisten Yokohama FC. 2009 wechselte er zu Vegalta Sendai. 2009 feierte er mit dem Verein die Zweitligameisterschaft und den Aufstieg in die erste Liga. Für den Verein bestritt er 70 Ligaspiele und schoss dabei 10 Tore. 2011 wechselte er zum Zweitligisten Tokushima Vortis. 2013 kehrte er nach Brasilien zurück. Hier spielte er bis 2015 für CA Linense, Camboriú FC und Itumbiara EC.